# Mohawk Vista
Mohawk Vista és una concentració de població designada pel cens dels Estats Units a l'estat de Califòrnia. Segons el cens del 2000 tenia 121 habitants.

## Demografia
Segons el cens del 2000, Mohawk Vista tenia 121 habitants, 55 habitatges, i 36 famílies. La densitat de població era de 3,9 habitants/km².
Dels 55 habitatges en un 18,2% hi vivien nens de menys de 18 anys, en un 56,4% hi vivien parelles casades, en un 7,3% dones solteres, i en un 34,5% no eren unitats familiars. En el 32,7% dels habitatges hi vivien persones soles el 5,5% de les quals corresponia a persones de 65 anys o més que vivien soles. El nombre mitjà de persones vivint en cada habitatge era de 2,2 i el nombre mitjà de persones que vivien en cada família era de 2,72.
Per edats la població es repartia de la següent manera: un 18,2% tenia menys de 18 anys, un 7,4% entre 18 i 24, un 16,5% entre 25 i 44, un 45,5% de 45 a 60 i un 12,4% 65 anys o més.
L'edat mediana era de 49 anys. Per cada 100 dones de 18 o més anys hi havia 106,3 homes.
La renda mediana per habitatge era de 40.893 $ i la renda mediana per família de 55.833 $. Els homes tenien una renda mediana de 31.750 $ mentre que les dones 30.714 $. La renda per capita de la població era de 20.172 $. Cap de les famílies estaven per davall del llindar de pobresa.

## Poblacions més properes
El següent diagrama mostra les poblacions més properes.